# Congrégation de France
La Congrégation de France était une congrégation française de chanoines dont l'abbaye-mère était l'abbaye Sainte-Geneviève de Paris d'où le nom de Génovéfains donné à ses membres qui observaient la règle de saint Augustin. Les chanoines portaient une robe blanche et un rochet, ainsi qu’un manteau noir hors du couvent.

## Historique

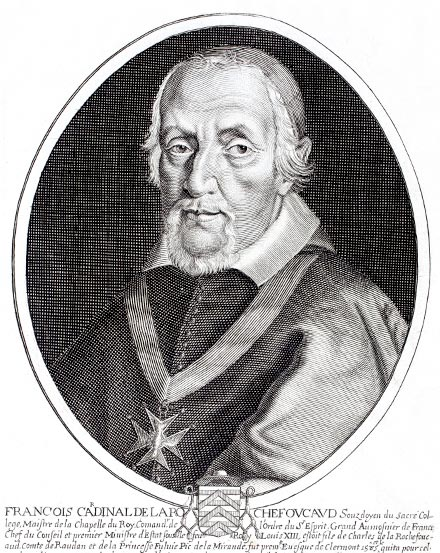
Le cardinal de la Rochefoucauld, par Pierre Daret, collection du château de Versailles.

Elle a été fondée par le cardinal de la Rochefoucauld, abbé commendataire de l’abbaye Sainte-Geneviève de Paris. Elle avait pour but de rétablir dans les abbayes augustiniennes une observance rigoureuse prônée par l’Église à la suite du concile de Trente.
Cinquante-trois monastères s’agrégèrent à cette nouvelle congrégation. Au XVIIIe siècle, l’ordre comptait 107 monastères et plus de 1300 religieux qui s’occupaient principalement des hôpitaux et maisons de charité.
Le siège de la congrégation des Génovéfains était situé à l’abbaye Sainte-Geneviève de Paris, située sur la montagne Sainte-Geneviève (mons Lucotitus), dont les bâtiments conventuels constituent l’actuel lycée Henri-IV, et dont l’église, devint, peu de temps après avoir été achevée et avant d'être consacrée, l’actuel Panthéon de Paris, avant de redevenir un lieu de culte, puis d'être de nouveau dédiée uniquement à la sépulture de grands hommes, choisis par la République.
Louis d'Orléans, fils du Régent, était dit "le Génovéfain" (ou "le Pieux"). Il est l'arrière-grand-père du roi des Français Louis-Philippe.

## Littérature
Le plus célèbre des génovéfains fut inventé par Alexandre Dumas dans La Dame de Monsoreau sous les traits du moine Gorenflot : « Je m’appelle frère Gorenflot, répondit le moine. »